# 花桥镇 (中方县)
花桥镇，是中华人民共和国湖南省怀化市中方县下辖的一个乡镇级行政单位。

## 行政区划
花桥镇下辖以下地区：
花桥社区、磷矿社区、三冲口村、千丘田村、排叶村、利花村、白沙村、洞竹山村、利家坡村、三洞溪村、火马塘村、洗沙村、汤家村、车坪村、山羊头村、梅树冲村和花桥镇园艺场生活区。